# Georges Vervust
Georges Vervust (Eeklo, 9 oktober 1941 - 11 mei 2020) was een Belgisch rooms-katholiek priester. Hij was gedurende 15 jaar provinciaal overste van de Oblaten van de Onbevlekte Maagd Maria, eerst voor Vlaanderen, daarna vanaf 2005 voor de nieuw opgerichte Belgisch-Nederlandse provincie.
Vervust vervoegde de congregatie van de Oblaten van Maria in 1959 en werd in 1966 tot priester gewijd. Hij werd eerst godsdienstleraar en tussen 1974 en 1981 was hij verantwoordelijk voor de dienst Vorming en Begeleiding van het vicariaat Brussel. Daarna werd hij in 1994 parochiepriester in Boutsersem en Neervelp en tussen 2000 en 2005 deken van Bierbeek. Ondertussen was hij provinciaal overste geworden. Na het aflopen van dit mandaat werd hij in 2016 overste van de oblatengemeenschap van Waregem.
Vervust was jarenlang uitgever van Akkoord, het contactblad van de Missionarissen Oblaten en van de Zusters van de Heilige Familie van Bordeaux.